# Hydriomena pluripunctata
Hydriomena pluripunctata är en fjärilsart som beskrevs av Nitsche 1933. Hydriomena pluripunctata ingår i släktet Hydriomena och familjen mätare. Inga underarter finns listade i Catalogue of Life.